# 프란시스 커버 더 빅 타운
프란시스 커버 더 빅 타운(Francis Covers The Big Town)은 미국에서 제작된 아서 루빈 감독의 1953년 영화이다. 도널드 오코너 등이 주연으로 출연하였고 레너드 골드스타인 등이 제작에 참여하였다.

## 출연

### 주연
- 도널드 오코너
- 이벳 듀과이

### 조연
- 진 로크하트
- 낸시 길드
- 윌리엄 해리갠
- 실비오 민시오티
- 로웰 길모어
- 래리 게이츠
- 핸리 스타포드
- 게일 고든
- 포레스트 루이스
- 칠 윌스

## 제작진
- 의상: 로즈마리 오델